# Economía de Uganda
La economía de Uganda tiene un gran potencial. Posee significantes recursos naturales, como tierras fértiles, lluvias regulares y depósitos de cobre, oro y otros minerales, además de la descubierta reciente de petróleo. Aún no fue hecho un inventario completo de los depósitos minerales del país. La agricultura es el principal sector económico del país, y emplea más de 80% de la mano de obra. El café es el principal producto exportado.

## Historia económica

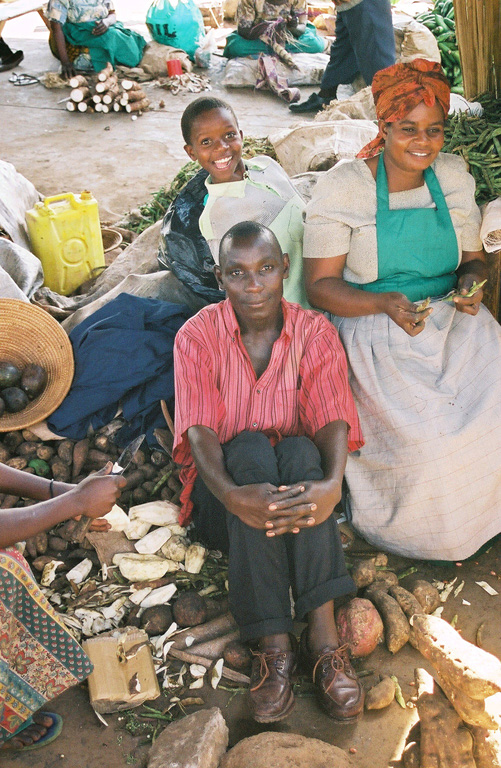
Familia en un mercado, Kampala, Uganda.

Uganda enfrenta desde hace décadas la inestabilidad política crónica y el manejo económico errático produjo un récord en la persistencia de la caída económica que dejó a Uganda entre los países más pobres y menos desarrollados del mundo.
Después del gobierno de Idi Amin, en 1981, el país recibió considerable asistencia desde el extranjero. Hacia mediados de 1984, sin embargo, un nuevo estallido de guerra civil condujo a nuevos problemas en el desarrollo económico en 1983 y 1985 el país entraría en default.
Desde la asunción al poder de  
Yoweri Museveni, a comienzos de 1986, la infraestructura del país (especialmente los sistemas de transporte y comunicaciones habían sido destruidos por la guerra y el abandono.Su gobierno se ha visto envuelto en numerosos casos de corrupción y malversación de fondos públicos, lo que ha frenado el desarrollo.
Reconociendo la necesidad del incremento de la ayuda externa, Uganda negoció en 1987 con el FMI y el Banco Mundial. Posteriormente comenzó a implementar políticas económicas destinadas a restaurar la estabilidad de los precios y la sostenibilidad de la balanza de pagos, mejorando la capacidad instalada, rehabilitando la infraestructura, restaurando los incentivos para los productores Cerca del 80% de la población de Uganda vive en zonas rurales, pero padece una grave pobreza multidimensional en un 28'4% de su total, en comparación con el 8% de las zonas urbanas, donde vive sólo el 21% de la población
Por otra parte, las estadísticas muestran progresos lentos en los ODM relacionados con la salud infantil, materna y reproductiva, la lucha contra el paludismo; el hiv y otras enfermedades graves, y la pérdida de recursos ambientales y la biodiversidad.
La corrupción en Uganda ha alcanzado dimensiones sin precedentes Durante el régimen de Yoweri Museveni, costando una porción significativa del presupuesto nacional y reduciendo los fondos asignados a los planes de desarrollo. El Índice de Corrupción de África Oriental emitido por Transparency International en agosto de 2012 clasificó a Uganda en el primer lugar entre los países de la región.
La inflación, que llegó el 240% en 1987 y al 42% en junio de 1992, fue del 5,4% en el año fiscal 1995-96 y del 7,3% en el 2003.[cita requerida]
La inversión, como un porcentaje del PBI fue estimada en un 20,9% en 2002, comparada con el 13,7% en 1997. Las inversiones del sector privado, ampliamente financiadas por transferencias privadas desde el exterior, fueron del 14,9% del PBI del 2002. [cita requerida]Las reservas nacionales brutas, vistas como un porcentaje del PBI, fueron estimadas en un 5,5 para el 2002. 
De acuerdo a las estadísticas del FMI, en 2004, el PBI per cápita de Uganda alcanzaba los 300 dólares, aún se mantenía a la mitad del promedio del África subsahariana y uno de los más bajos del mundo. El PBI total para ese mismo año alcanzó los 8.000 millones de dólares.
Para el 2020 se estimaba un PBI nominal per cápita de aproximadamente 916 dólares y un PBI nominal total de casi 36.500 millones de dólares, más del triple de principios del siglo XXI.

## Comercio exterior
En 2018, el país fue el 109o exportador más grande del mundo (US $ 6.1 mil millones). En importaciones, en 2019, fue el 140.º mayor importador del mundo: 3.500 millones de dólares.

## Sector primario

### Agricultura
Los productos agrícolas proporcionan una parte significativa de los ingresos de divisas de Uganda, solo con el café, del cual Uganda es el segundo mayor productor de África después de Etiopía, representando alrededor del 17 % de las exportaciones del país en 2017 y generando ingresos para el país por valor de 545 millones de dólares estadounidenses. Mientras otros productos como las prendas de vestir, cueros, pieles, vainilla, verduras, frutas, flores cortadas y pescado siguen aumentando en cuanto al número de exportaciones, el algodón, el té y el tabaco siguen siendo los principales productos de exportación.
Uganda produjo, en 2018:
- 3,9 millones de toneladas de caña de azúcar;
- 3,8 millones de toneladas de plátano (cuarto productor más grande del mundo, solo superado por el Congo, Ghana y Camerún);
- 2,9 millones de toneladas de maíz;
- 2,6 millones de toneladas de mandioca;
- 1,5 millones de toneladas de batata (séptimo productor mundial);
- 1,0 millones de toneladas de frijoles;
- 1,0 millón de toneladas de vegetales;
- 532 mil toneladas de plátano;
- 360 mil toneladas de cebolla;
- 298 mil toneladas de sorgo;
- 260 mil toneladas de arroz;
- 245 mil toneladas de semilla de girasol;
- 242 mil toneladas de maní;
- 211 mil toneladas de café (décimo productor mundial);
- 209 mil toneladas de mijo;

Además de la menor producción de otros productos agrícolas, como algodón (87 mil toneladas), té (62 mil toneladas), tabaco (35 mil toneladas) y cacao (27 mil toneladas).

### Ganadería
En 2019, Uganda produjo 1.800 millones de litros de leche de vaca, 166.000 toneladas de carne de vacuno, 131.000 toneladas de cerdo, 37.000 toneladas de cabra, entre otros.

## Sector secundario

### Industria
La mayor parte de la industria está relacionada con la agricultura. El sector industrial ha sido rehabilitado para retomar la construcción y la producción de materiales de construcción como cemento, planchas de techo corrugado y pintura.[cita requerida] Los productos de consumo interno que se hacen en Uganda incluyen: plásticos, jabón, corcho, cerveza y bebidas sin alcohol.
El Banco Mundial enumera los principales países productores cada año, según el valor total de la producción. Según la lista de 2019, Uganda tenía la 86a industria más valiosa del mundo ($ 5.4 mil millones).
En 2019, Uganda no produjo  vehículos y no se encontraba entre los 40 mayores productores de acero del mundo.

### Minería
En la producción de oro, en 2016 el país produjo 3 toneladas. En julio del 2022 el ministro de Minería informó el descubrimiento de aproximadamente 31 millones de toneladas de reservas de oro, principalmente en la región de Karamoja. La explotación sería llevada a cabo por la empresa China Wagagai.

### Energía
En energías no renovables, en 2020, el país no produjo petróleo. En 2011, el país consumió 17.000 barriles / día (el 137o consumidor más grande del mundo) En 2015, Uganda no produjo gas natural.
En energías renovables, en 2020 Uganda no produjo energía eólica ni energía solar.

## Transporte e infraestructura
Uganda tiene cerca de 30.000 km de caminos, cerca de los cuales 2800 están pavimentados. La mayoría de ellos, en las cercanías de Kampala. Posee 1.350 km de líneas férreas. Una vía férrea que se origina en Mombasa, en el océano Índico, se conecta con Tororo, donde se ramifica hacia el oeste, hacia Jinja, Kampala y Kasese y hacia el norte para Mbale, Sototi, Lira, Gulu y Kapwach. Hay un aeropuerto internacional en Entebbe, en la costa del Lago Victoria, a 32 km al sur de Kampala.